# Diezma (kommunhuvudort)
Diezma är en kommunhuvudort i Spanien.   Den ligger i provinsen Provincia de Granada och regionen Andalusien, i den södra delen av landet, 300 km söder om huvudstaden Madrid. Diezma ligger 1 223 meter över havet och antalet invånare är 811.
Terrängen runt Diezma är kuperad, och sluttar österut. Runt Diezma är det glesbefolkat, med 14 invånare per kvadratkilometer. Närmaste större samhälle är Guadix, 17,2 km öster om Diezma. Omgivningarna runt Diezma är i huvudsak ett öppet busklandskap.